# Monastère de Brebu
Pour les articles homonymes, voir Brebu.
Le Monastère de Brebu en Roumanie est une des œuvres architecturales les plus importantes du règne du prince valaque Matei Basarab et de l'art roumain au XVIIe siècle. Sa construction débuta en 1640.
Le monastère orthodoxe roumain est situé dans la localité actuelle de Brebu, dans le județ de Prahova, en Roumanie. Il se situe dans le relief des Monts Bucegi et Grohotiș.

## Architecture
L'ensemble architectural de Brebu est un monument médiéval roumain qui a sensiblement conservé sa forme initiale. La chapelle du monastère est semblable à celle du monastère de Dealu et a des dimensions de 30 × 10 m. Elle a, cependant, perdu son crépi et ses fresques d'origine. Elle présente trois coupoles, l'une surplombant de la nef et deux autres l'avant-nef. Les murs de l'église ont une épaisseur de deux mètres, et sont construits avec des briques cuites et de la pierre.
L'ornementation extérieure restante est caractéristique de l'art architectural valaque de cette époque, étant assez sobre. Certains des éléments décoratifs ressemblent à ceux de la période du gothique tardif en Moldavie. La décoration intérieure de la chapelle date de 1843, ayant été restaurée par Sava Henția (ro) au cours des années 1901-1902.
Les quartiers d'habitation du monastère sont constitués de neuf salles et d'un hall, qui communiquent tous les uns avec les autres. Il y a également une mezzanine contenant des celliers. La tour du portail principal du monastère est assez grande, étant considérée comme l'un des exemples les plus beaux parmi les constructions de ce type en Roumanie. Elle se situe dans la partie méridionale de l'ensemble, et présente trois niveaux pour une hauteur totale d'approximativement 20 mètres. Le troisième niveau abrite les cloches, et a une ouverture dans chacun des quatre côtés. Une partie des murs extérieurs de la tour a été peinte par Sava Henția au début du XXe siècle.
Le monastère est entouré par un mur haut de six mètres, avec une forme octogonale irrégulière, fait de pierre et de briques cuites. Les annexes sont situées à l'ouest du complexe, et aujourd'hui il n'en reste que des ruines. Leur existence est confirmée par les diverses bornes de pierre et les marques qui ont été érigées après la restauration de l'emplacement en 1963.

## Galerie de photographies

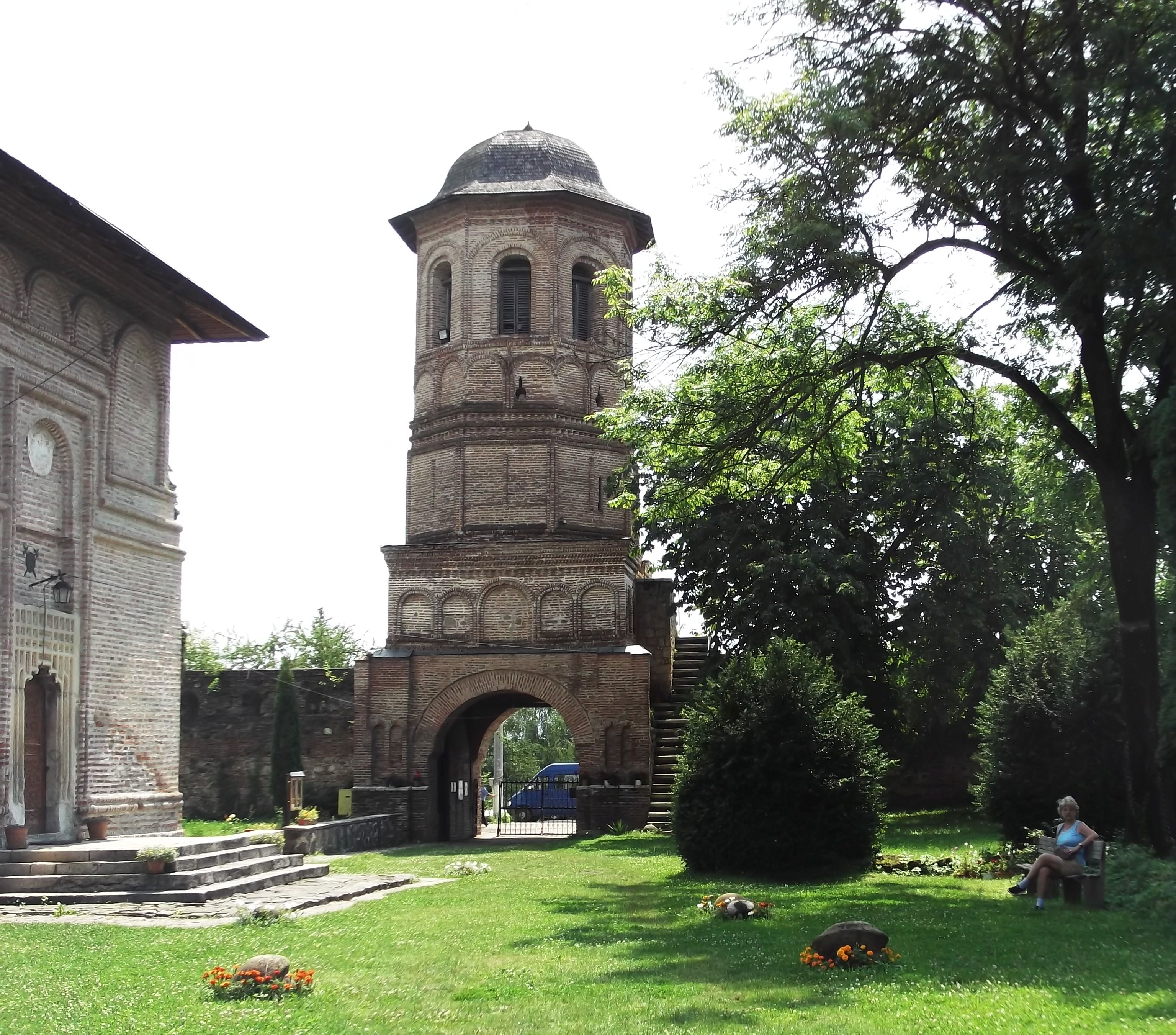
La tour-clocher du grand portail
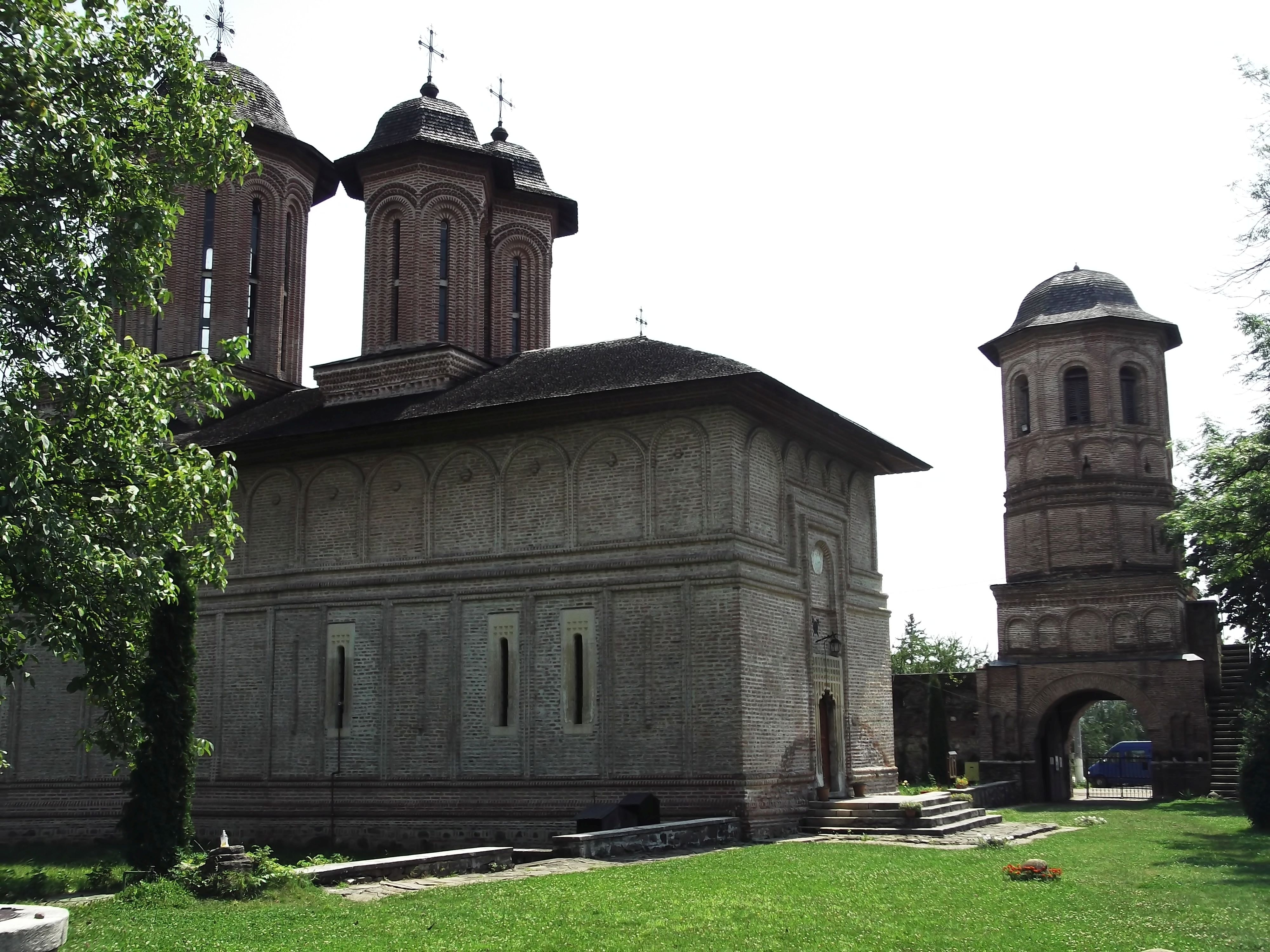
L'église et le grand portail
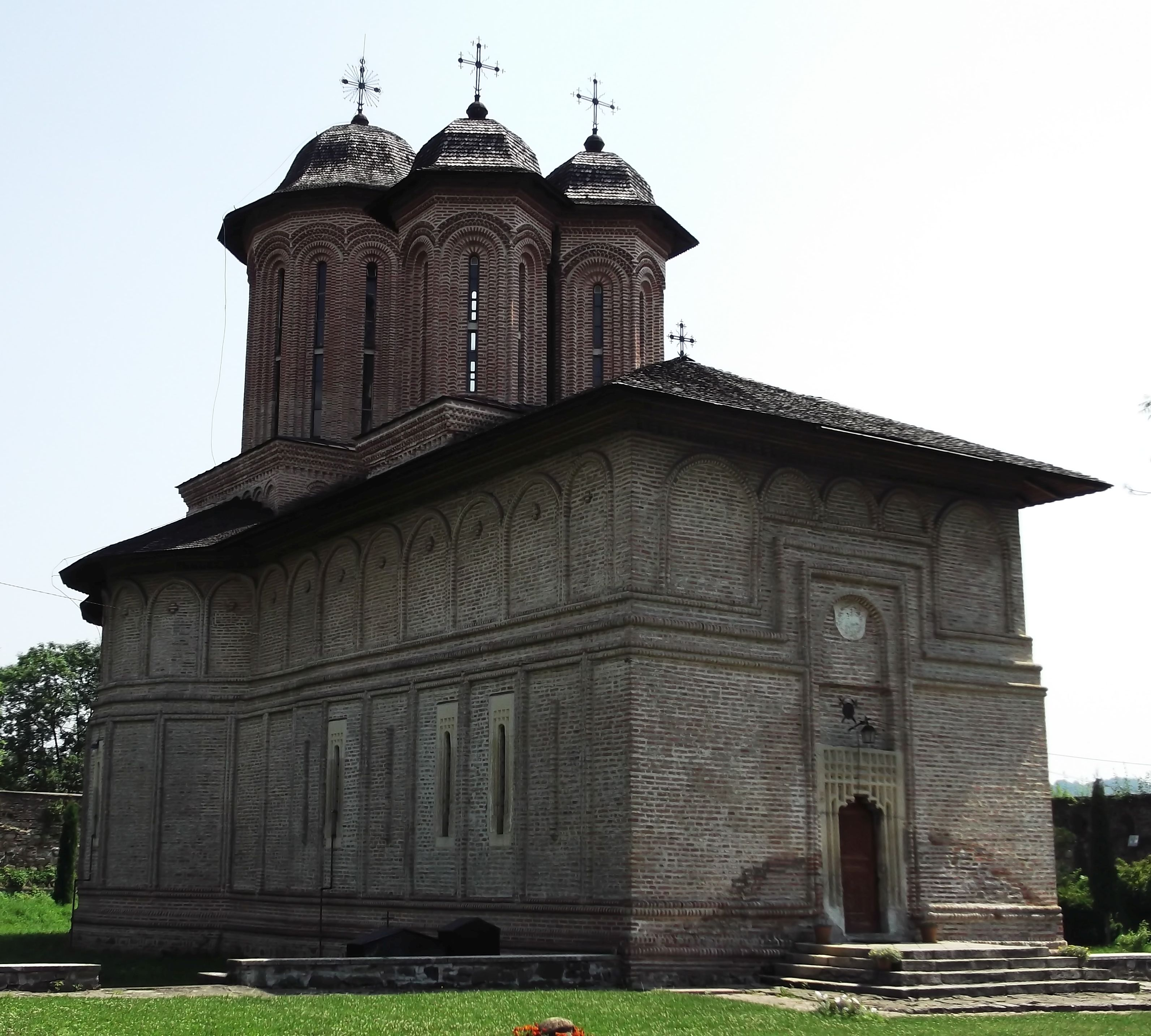
L'église
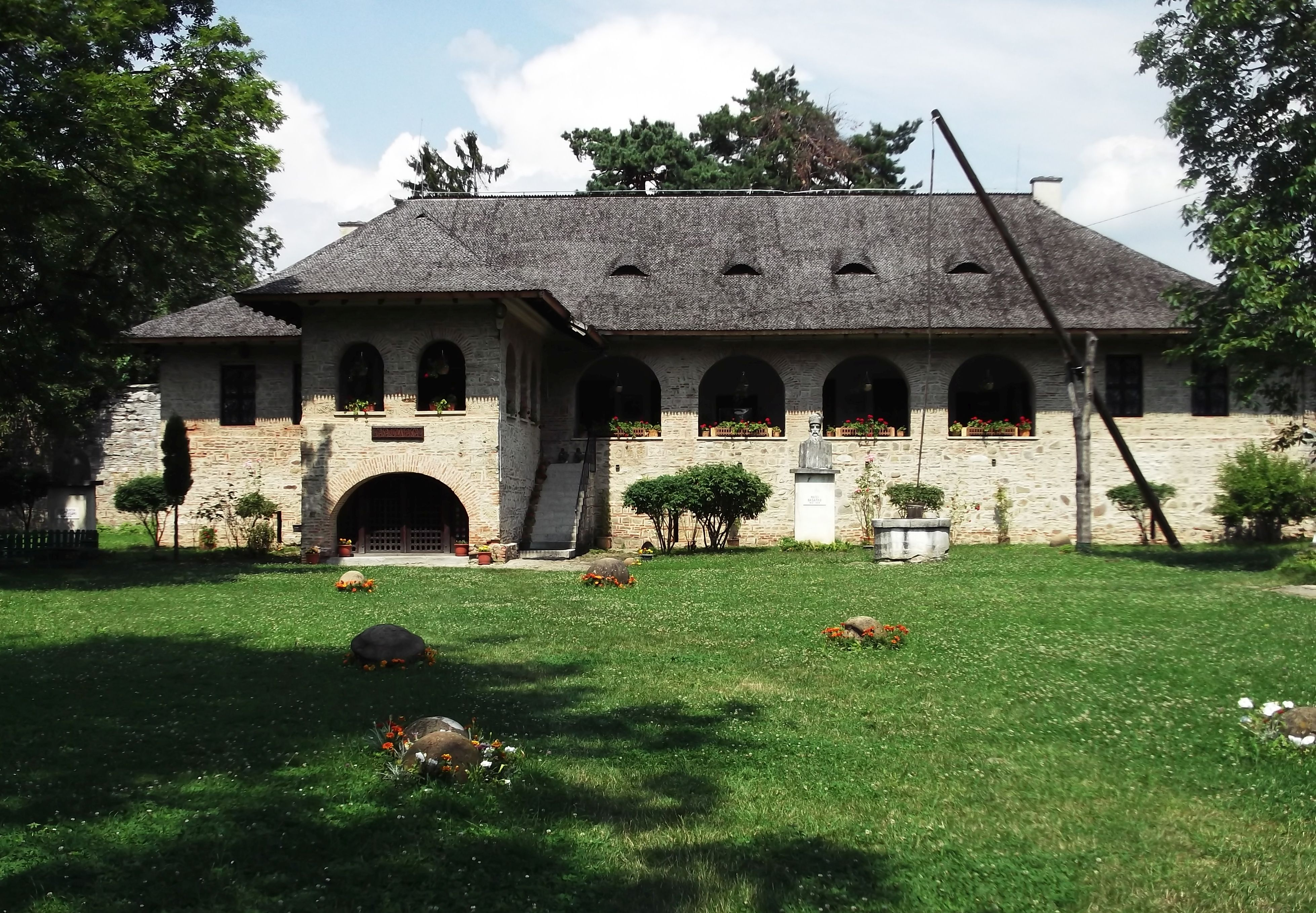
Le manoir princier